# Droits LGBT en Chypre du Nord

Localisation de Chypre du Nord.

Les personnes lesbiennes, gays, bisexuelles et transgenres (LGBT) en Chypre du Nord peuvent faire face à des difficultés légales que ne connaissent pas les résidents non-LGBT.

## Dépénalisation de l'homosexualité
Avant sa dépénalisation en 2014, l'homosexualité en Chypre du Nord était condamnée de trois ans de prison, comme le prévoyait alors les articles 171 et 173 de son Code Pénal, les dernières arrestations pour homosexualité datent d'octobre 2011,. L'homosexualité féminine n'était pas criminalisée.
La pénalisation de l'homosexualité sur l'ensemble du territoire de l'île de Chypre remonte aux lois issues de la colonisation britannique et conservées lors de l'indépendance de Chypre en 1960. Alors que la république de Chypre, au sud, a dépénalisé l'homosexualité en 1998 et adhéré à l'Union européenne en 2004, le territoire contesté de Chypre du Nord ne l'a fait que tardivement.
L'abrogation de la pénalisation de l'homosexualité a commencé à être sérieusement envisagée à partir de 2006.
En octobre 2011, la députée européenne britannique Marina Yannakoudakis (Parti conservateur) a affirmé que lors de sa visite en Chypre du Nord, le président de la république turque de Chypre du Nord, Derviş Eroğlu lui a promis que l'homosexualité serait dépénalisée pour mettre le droit nord-chypriote en conformité avec le droit turc, européen et avec celui de la république de Chypre. En décembre 2011, il est annoncé qu'en raison de la pression croissante des législateurs nord-chypriotes, la loi pénalisant l'homosexualité sera bientôt abrogée. Le Président Derviş Eroğlu indique qu'il promulguera la loi si celle-ci est votée.
Néanmoins, l'abrogation qui a été retardée jusqu'à ce que deux cas soient portés, un devant la Cour Constitutionnelle de Chypre du Nord, l'autre devant la Cour européenne des droits de l'homme. Immédiatement, l'affaire est portée devant la Cour européenne, le centre de coordination de l'Union européenne auprès du Premier Ministre de Chypre du Nord élabore un amendement en avril 2013 visant à abroger les articles 171, 172 et 173 du chapitre 54 du Code Pénal de la République de Chypre du Nord. Ce devait être voté, mais il a été ajourné.
En octobre 2013, le processus visant à l'abrogation est remis en marche. Le 27 janvier 2014, l'Assemblée de la République adopte en deuxième lecture l'abrogation des trois articles criminalisant l'homosexualité. Chypre du Nord devient ainsi le dernier territoire européen à dépénaliser l'homosexualité.
La loi abrogeant la pénalisation de l'homosexualité est publié au Journal Officiel le 7 février 2014 et est entrée en vigueur dès cette publication.

## Interdiction des discours de haine et discriminations
Suivant la dépénalisation de l'homosexualité, l'Assemblée de la République vote l'interdiction des discours de haine et des discriminations basés sur l'orientation sexuelle ou l'identité de genre, le Code Pénal est amendé en ce sens fin janvier 2014,,,.

## Reconnaissance légale des couples homosexuels
Il n'existe actuellement aucune reconnaissance légale (union civile ou mariage) des couples homosexuels en Chypre du Nord.
Néanmoins, des ONG ont appelé à légaliser le mariage homosexuel. En 2012, alors que l'homosexualité était toujours pénalisée, le Parti de la démocratie socialiste dépose une loi visant à autoriser le mariage homosexuel, mais celle-ci a été rejetée par le parti au pouvoir, le Parti de l'unité nationale.

## Tableau récapitulatif
| Dépénalisation de l’homosexualité                                                   | (depuis 2014) |
| Majorité sexuelle identique à celle des hétérosexuels                               | (depuis 2014) |
| Interdiction des discours de haine contre les LGBT                                  | (depuis 2014) |
| Interdiction de la discrimination liée à l'orientation sexuelle à l'embauche        | (depuis 2014) |
| Interdiction de la discrimination liée à l'identité de genre dans tous les domaines | (depuis 2014) |
| Mariage civil ou partenariat civil                                                  | Non           |
| Adoption conjointe dans les couples de personnes de même sexe                       | Non           |
| Adoption par les personnes homosexuelles célibataires                               | Non           |
| Droit pour les gays de servir dans l’armée                                          | Non           |
| Droit de changer légalement de genre (après stérilisation)                          | Non           |
| Gestation pour autrui pour les gays                                                 | Non           |
| Accès aux FIV pour les lesbiennes                                                   | Non           |
| Autorisation du don de sang pour les HSH                                            | Non           |